# Spaghetti alla carrettiera
Gli spaghetti alla carrettiera, tipica ricetta della Sicilia occidentale e dell'area della Valle del platani, sono degli spaghetti conditi con olio, aglio crudo, pepe e pecorino grattugiato. Nella versione dei paesini di collina situati a ridosso della Valle del Platani la ricetta prevede l'aggiunta di pomodoro pelato.
Prendono il nome dagli antichi carrettieri, che volendo assaporare la pasta anche in viaggio, cucinavano questo piatto con prodotti dalla facile conservazione.
Curiosamente questo piatto viene anche recensito nei ricettari della cucina romana con l'aggiunta di funghi.